# Капуџилар
Капуџилар (грч. Πυλαία, Пилеја) је солунско градско насеље у општини Капуџилар-Хортач у периферији Средишња Македонија, Грчка. Био је бивша општина у Солуну. У реформи локалне управе 2011. године, префектура Солун је постала округ Солун (без промена граница), а Капуџилар је постао део нове општине Капуџилар-Хортач. Капуџилар наставља под својим старим границама као општинска јединица у оквиру новонастале општине.
Општинска јединица Капуџилар покрива 24,379 km²  са 4.5 km обале која се протеже дуж Солунског залива и имала је 36.843 становника према попису из 2021. Капуџилар је релативно ретко насељен за општинску јединицу у оквиру градског подручја Солуна.

## Историја
Прво спомињање Капуџилара налази се код историчара Тукидида, 319. п. н. е., под именом Стрепса. Касније је добио назив Капуџилар, од турске речи kapıcı („чувар капије“), која потиче од стражара који су били над градским зидинама византијског Солуна. Грчке власти 1926. мењају назив места у Стрепса а затим 1928. године у Пилеја,
који је изведен од речи пајл (πυλη), што значи капија и односи се на источни улаз у град.

## Становништво
Српски географ Боривоје Милојевић, 1920. године наводи да је у Капуџилару било 500 кућа Словена хришћана. После 1922. године насељено је неколико грчких избегличких породица, укупно 76 особа. Због близине Солуна насеље је почело да убрзано расте и добија изглед урбаног насеља. На попису из 1991. године Капуџилар је имао 20.785 житеља.

## Галерија
- ПАОК спортска арена
- Медитерански Космос
- Женска народна ношња у Капуџилару 1930. године